# 渡辺由紀子
渡辺 由紀子（わたなべ ゆきこ、1980年10月13日 - ）は、元テレビ愛知アナウンサー。愛知県江南市出身。お茶の水女子大学卒業。血液型O型。

## 来歴
大学卒業後、2003年4月にテレビ愛知にアナウンサーとして入社。同期に元同局アナウンサーの陶山慎晃がいる。
テレビ愛知在籍時には主に夕方のニュースを担当していたが、2007年8月中に全ての担当番組を降板。その後、同年9月3日に自身のブログを通じて産休を取っていたことを公表した。2008年2月に男児を出産した後、2009年2月末にテレビ愛知を退社した。
入社前、テレビ朝日アスクに通っていたことがある。

## 担当番組
- TXNニュースアイ テレビ愛知ローカルパート（キャスター）
- メリおっと!たいそう
- ニュース&ワイド マイユウ! （キャスター）
- 速ホゥ! テレビ愛知ローカルパート（キャスター） - 産休降板後は改野由佳が代行。